# المفتش العام للبوندسوير
المفتش العام للبوندسوير ( (بالألمانية: Generalinspekteur der Bundeswehr, GenInspBw)، المترجم رسميًا كرئيس للدفاع، هو أعلى منصب عسكري يشغله ضابط في الجيش الألماني، القوات المسلحة الحالية لألمانيا.
جميع المفتشين العامين من رتبة جنرال ( أربع نجوم ) أو أميرال، ويرأسها Führungsstab der Streitkräfte، هيئة الدفاع الألمانية داخل وزارة الدفاع الاتحادية، وهو المستشار العسكري المباشر لوزير الدفاع الاتحادي من هو صاحب السلطة العليا في وقت السلم (بالألمانية: Inhaber der Befehls- und Kommandogewalt). وهو مسؤول عن مفهوم الدفاع العسكري الشامل للبوندسوير، بما في ذلك التخطيط الشامل والتحضير، وكذلك تقييم عمليات البوندسوير بأكملها. 
يتبع المفتش العام قادة فروع البوندسوير ومفتش الجيش ومفتش القوات الجوية ومفتش البحرية وقادة خدمة الدعم المشترك والخدمة الطبية المشتركة.

## قائمة أصحاب المناصب
| الرقم | صورة                        | Inspector General                                      | تولى المنصب      | ترك المنصب        | مدة شغل المنصب    | الفرع العسكري      | وزير الدفاع |
| ----- | --------------------------- | ------------------------------------------------------ | ---------------- | ----------------- | ----------------- | ------------------ | --- |
| 1     | أدولف هوسينجر               | General أدولف هوسينجر (1897–1982)                      | 1 June 1957      | 31 March 1961     | 3 سنوات و303 أيام | Army               | فرانتس يوزيف شتراوس (1966 – 1969)                                                                                           |
| 2     | Friedrich Foertsch          | General Friedrich Foertsch (1900–1976)                 | 1 April 1961     | 31 December 1963  | 2 سنوات و274 أيام | Army               | Franz Josef Strauß (1966 – 1969) كاي-أوف فون هاسل ‏ (1963 – 1966)                                                            |
| 3     | Heinz Trettner              | General Heinz Trettner (1907–2006)                     | 1 January 1964   | 25 August 1966    | 2 سنوات و236 أيام | Army               | Kai-Uwe von Hassel (1963 – 1966)                                                                                            |
| 4     | أولريش دي ميزير[الإنجليزية] | General أولريش دي ميزير (1912–2006)                    | 25 August 1966   | 31 March 1972     | 5 سنوات و219 أيام | Army               | Kai-Uwe von Hassel (1963 – 1966) غيرهارد شرودر (1966 – 1969) هلموت شميت (1969 – 1972)                                       |
| 5     | أرمين زيمارمان              | Admiral أرمين زيمارمان (1917–1976)                     | 1 April 1972     | 30 November 1976  | 4 سنوات و243 أيام | Navy               | جورج ليبر ‏ (1972 – 1978) |
| 6     | Harald Wust                 | General Harald Wust (1921–2010)                        | 21 December 1976 | 11 December 1978  | 1 سنة و355 أيام   | سلاح الجو الألماني | Georg Leber (1972 – 1978)                                                                                                   |
| 7     | يورغن براندت                | General يورغن براندت (1922–2003)                       | 12 December 1978 | 31 March 1983     | 4 سنوات و109 أيام | Army               | هانز أبيل (1978 – 1982) مانفريد فورنر (1982 – 1988)                                                                         |
| 8     | Wolfgang Altenburg          | General Wolfgang Altenburg (ولد 1928)                  | 1 April 1983     | 30 September 1986 | 3 سنوات و182 أيام | Army               | Manfred Wörner (1982 – 1988)                                                                                                |
| 9     | Dieter Wellershoff          | Admiral Dieter Wellershoff (1933–2005)                 | 1 October 1986   | 30 September 1991 | 4 سنوات و364 أيام | Navy               | Manfred Wörner (1982 – 1988) روبرت شولتز ‏ (1988 – 1989) جيرهارد شتولتنبرج (1989 – 1992)                                     |
| 10    | كلاوس ناومن[الإنجليزية]     | General كلاوس ناومن (ولد 1939)                         | 1 October 1991   | 8 February 1996   | 4 سنوات و130 أيام | Army               | Gerhard Stoltenberg (1989 – 1992) فولكر روه (1992 – 1998)                                                                   |
| 11    | Hartmut Bagger              | General Hartmut Bagger (ولد 1938)                      | 8 February 1996  | 31 March 1999     | 3 سنوات و51 أيام  | Army               | Volker Rühe (1992 – 1998) رودولف شاربينج ‏ (1998 – 2002)                                                                     |
| 12    | Hans-Peter von Kirchbach    | General Hans-Peter von Kirchbach (ولد 1941)            | 1 April 1999     | 30 June 2000      | 1 سنة و90 أيام    | Army               | Rudolf Scharping (1998 – 2002)                                                                                              |
| 13    | Harald Kujat                | General Harald Kujat (ولد 1942)                        | 1 July 2000      | 30 June 2002      | 1 سنة و364 أيام   | سلاح الجو الألماني | Rudolf Scharping (1998 – 2002)                                                                                              |
| 14    | Wolfgang Schneiderhan       | General Wolfgang Schneiderhan (ولد 1946)               | 1 July 2002      | 26 November 2009  | 7 سنوات و148 أيام | Army               | Rudolf Scharping (1998 – 2002) بيتر شتروك (2002 – 2005) فرانس جوزف يونغ (2005 – 2009) كارل تيودور تسو غوتنبرغ (2009 – 2011) |
| -     | Johann-Georg Dora           | Lieutenant General Johann-Georg Dora (ولد 1948) Acting | 27 November 2009 | 21 January 2010   | 55 أيام           | سلاح الجو الألماني | Karl-Theodor zu Guttenberg (2009 – 2011)                                                                                    |
| 15    | Volker Wieker               | General Volker Wieker (ولد 1954)                       | 21 January 2010  | 19 April 2018     | 8 سنوات و88 أيام  | Army               | Karl-Theodor zu Guttenberg (2009 – 2011) توماس دي ميزير (2011 – 2013) أورسولا فون دير لاين (2013 – 2019)                    |
| 16    | إيبرهارد زورن               | General إيبرهارد زورن (ولد 1960)                       | 19 April 2018    | Incumbent         | 7 سنوات و95 أيام  | Army               | أورسولا فون دير لاين (2013 – 2019) أنغريت كرامب كارينباور (2019 – 2021)                                                     |

## روابط خارجية
- قائمة رؤساء الأركان في Bundeswehr مع البيانات الشخصية والصور (الموقع الرسمي للبوندسوير)